# Blepharita rjabovi
Blepharita rjabovi là một loài bướm đêm trong họ Noctuidae.